# Ismael Arana Urtiaga
Ismael Arana Urtiaga (Pamplona, 20 de septiembre de 1980) es un periodista español. Corresponsal del diario La Vanguardia en Asia-Pacífico, con sede en Hong Kong.

## Biografía
Nació en Pamplona. Hijo de Julián, calefactor, y Concepción, enfermera. El matrimonio tuvo dos hijos: Cristina e Ismael. Tras estudiar COU en los Maristas, se licenció en Derecho en la Universidad Pública de Navarra (UPNA) en 2002 y en Periodismo en la Universidad Complutense de Madrid en 2006. En 2007 se trasladó a Zaragoza, ciudad de su mujer, la periodista Victoria Pascual.
En 2009 se desplazó a Oriente Medio, trabajando como periodista y profesor de español mientras estudiaba árabe en la Universidad de Damasco. En 2011 regresó a Zaragoza, trabajando como profesor de español mientras se formaba como especialista en traducción árabe-española en la Escuela de Traductores de Toledo (2011-2013).
En junio de 2014 se mudó a Hong Kong. En septiembre de ese año allí estalló la Revolución de los Paraguas, una serie de protestas desarrolladas en Hong Kong para pedir democracia al gobierno de Pekín. En esa época comenzó a trabajar como colaborador freelance para el diario español El Mundo, y durante los siguientes años cubrió la actualidad regional de países como  China, Filipinas, Corea de Norte, Corea del Sur, Japón y Oceanía.
En 2018, tras la jubilación de Isidre Ambrós, le sustituyó como corresponsal del diario español La Vanguardia en Asia-Pacífico. En el verano de 2019 estallaron nuevas protestas contra la controvertida ley de extradición. Durante siete meses las protestas se desarrollaron en diversos lugares: asalto al Parlamento, toma del aeropuerto, asalto policial a la Universidad.
Casado con Victoria Pascual, el matrimonio tiene dos hijos: Rubén y Laila.